# Sucutard, Cluj
Sucutard (în maghiară Vasasszentgothárd) este un sat în comuna Geaca din județul Cluj, Transilvania, România. Numele satului vine de la Sf. Gothard.

## Istoric
Devastat de trupe străine în anii 1600-1603, satul a rămas cu puțini locuitori.
Familia nobiliară Wass a deținut aici, încă din Evul Mediu, un castel impunător.

## Imagini

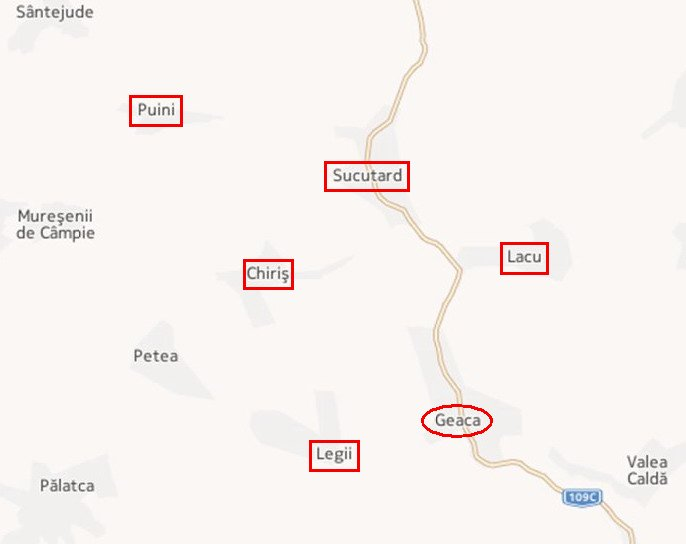
Comuna Geaca și satele componente
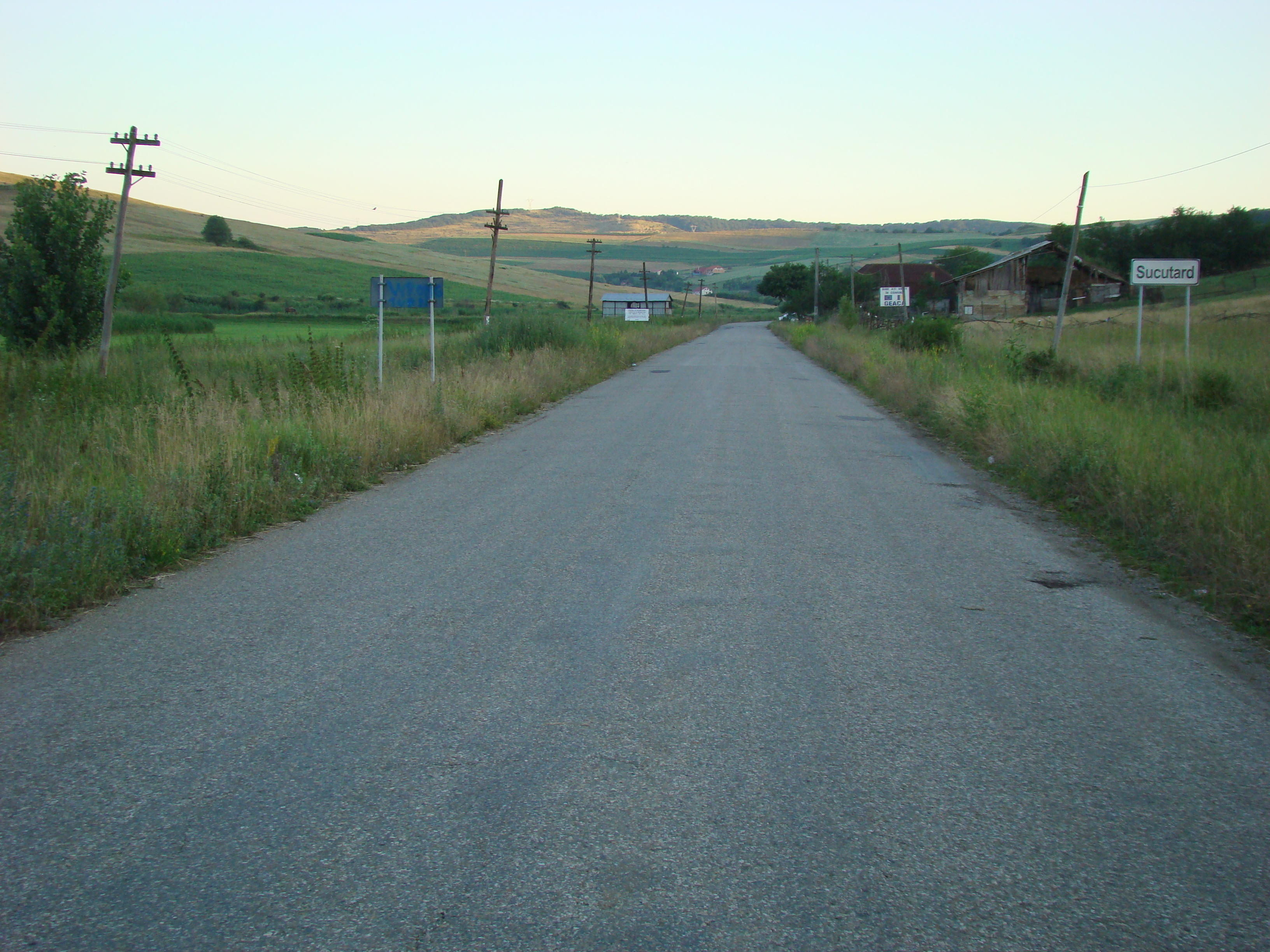
Intrarea în localitate
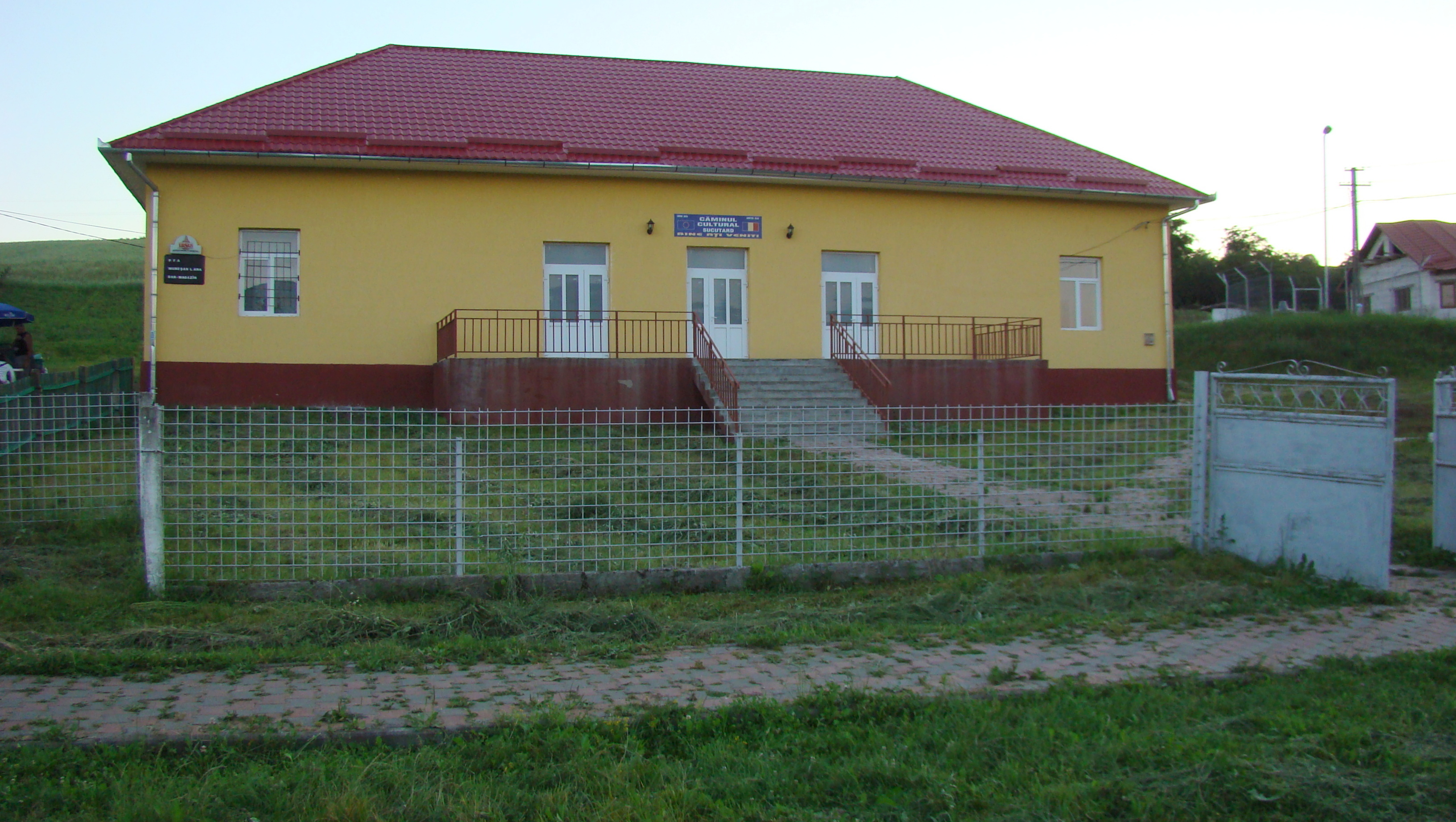
Căminul cultural
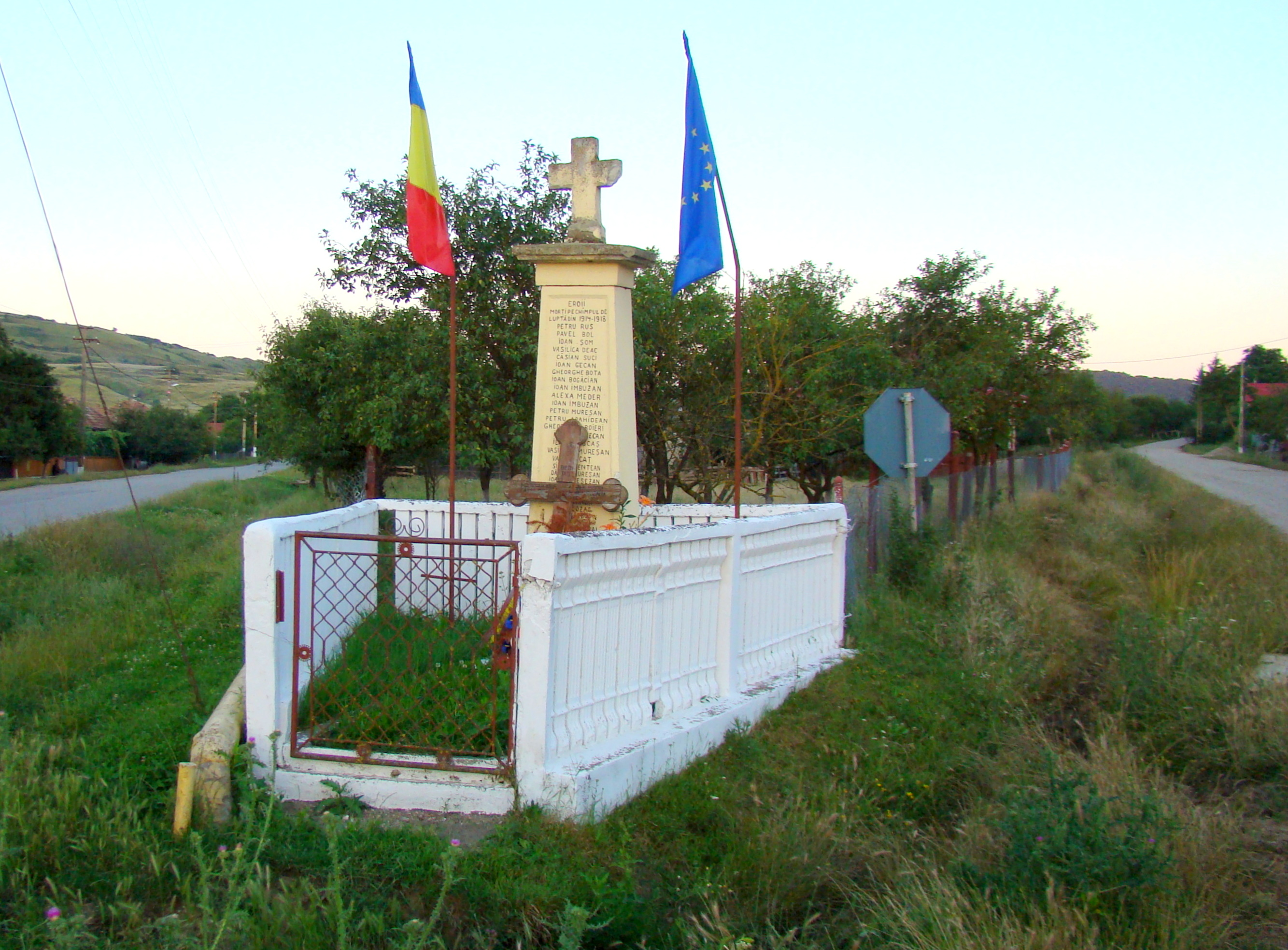
Monumentul Eroilor
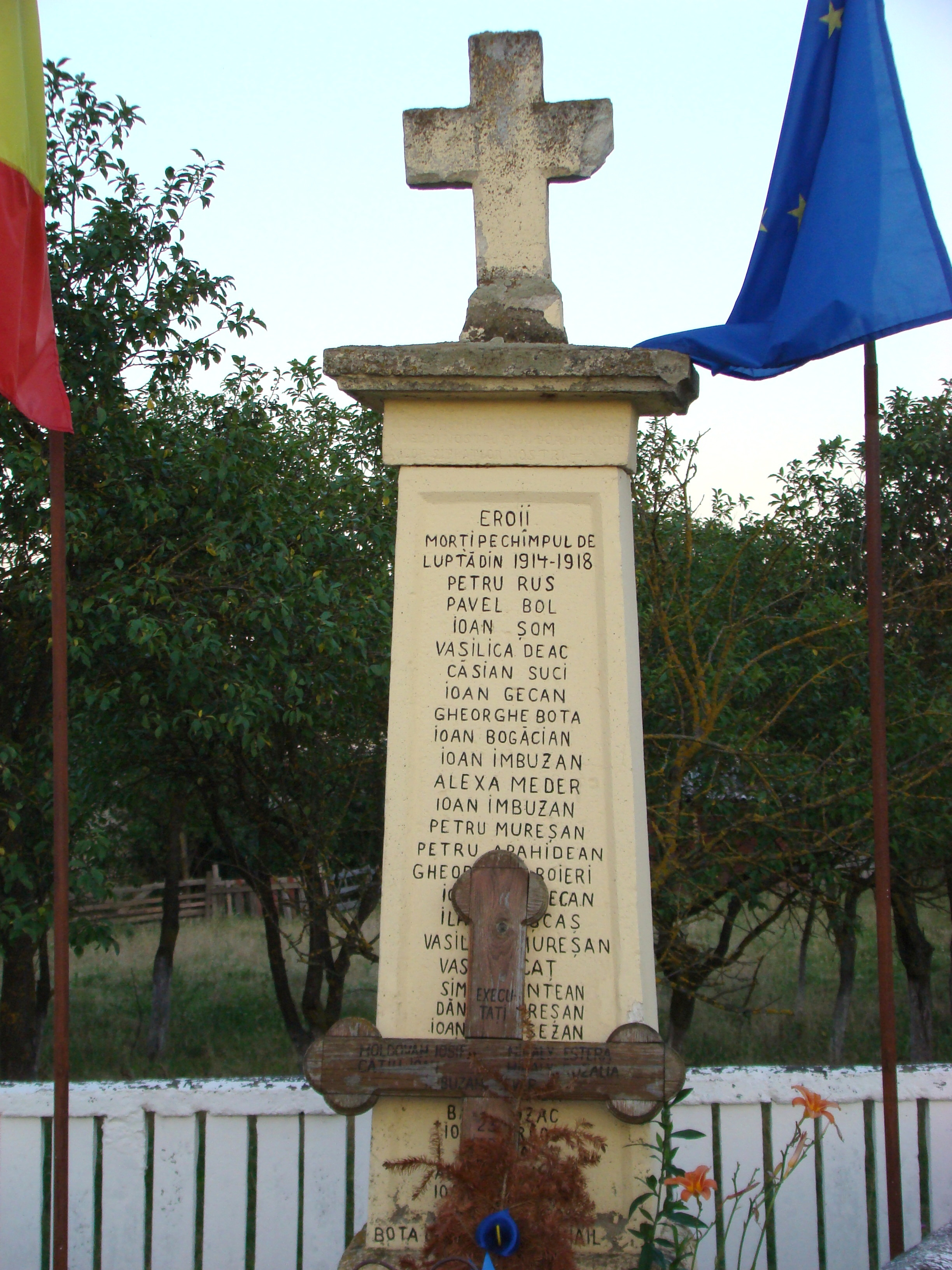
Monumentul Eroilor (detaliu)
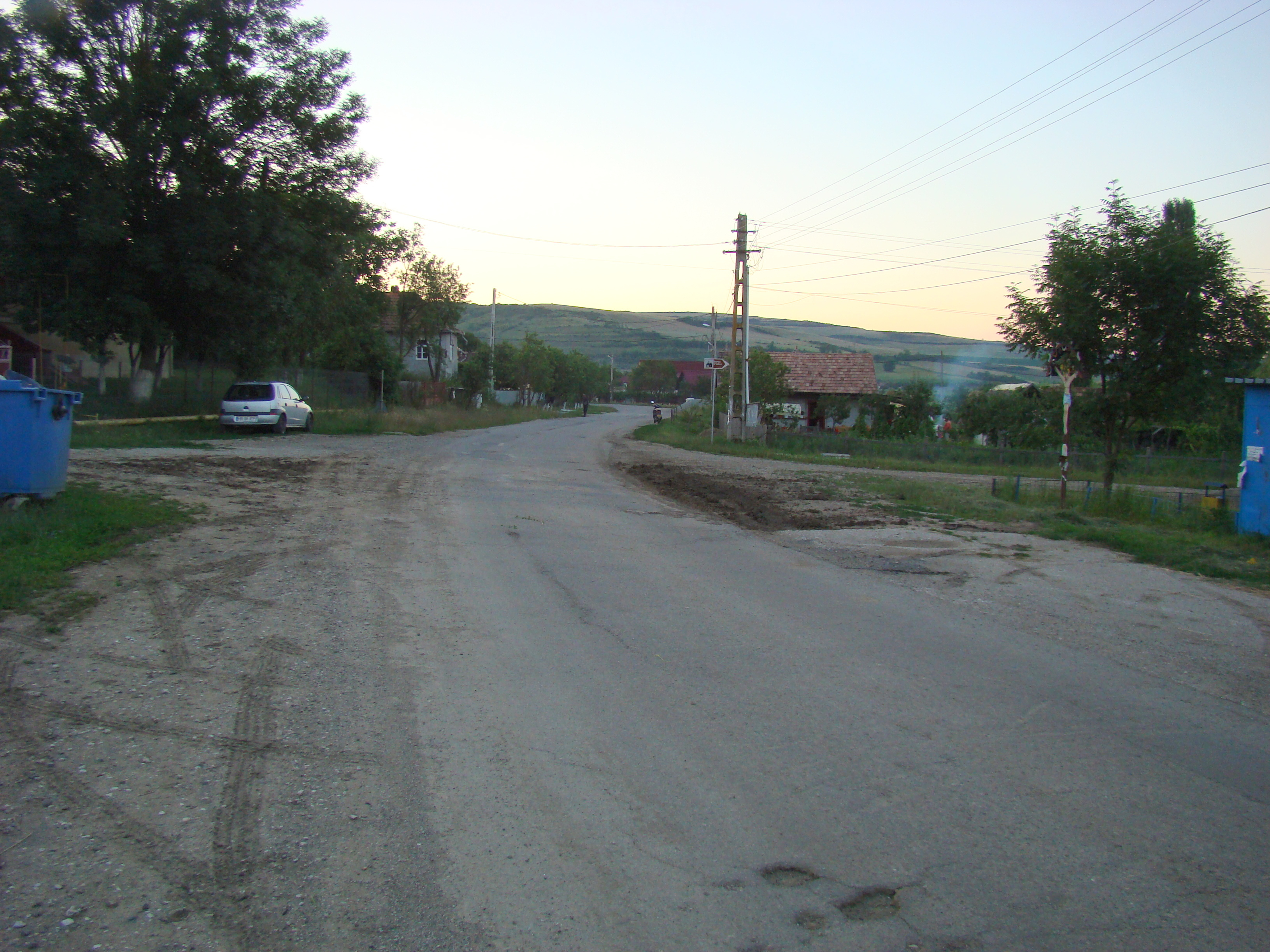
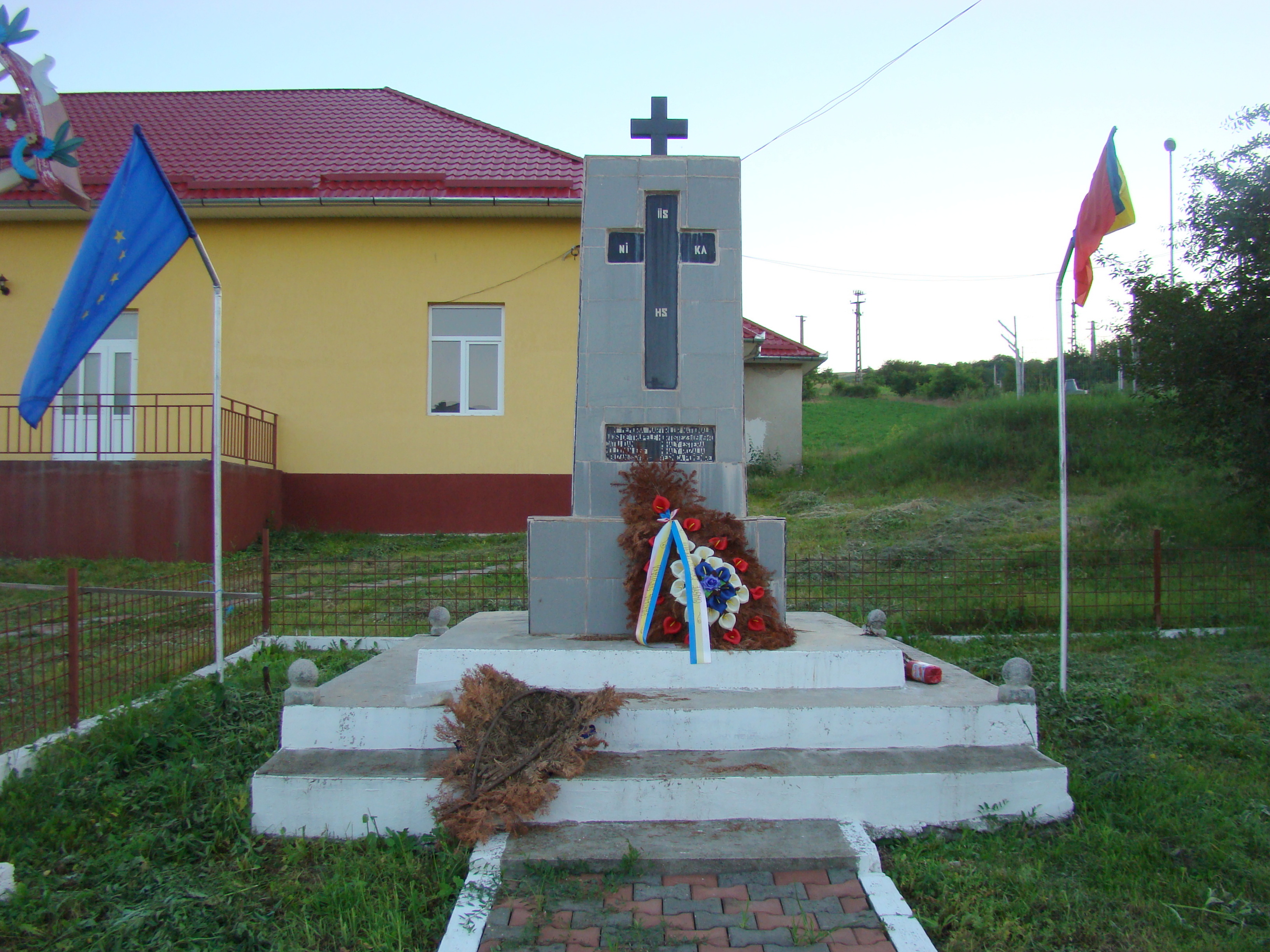
Monumentul martirilor uciși de trupele horthyste
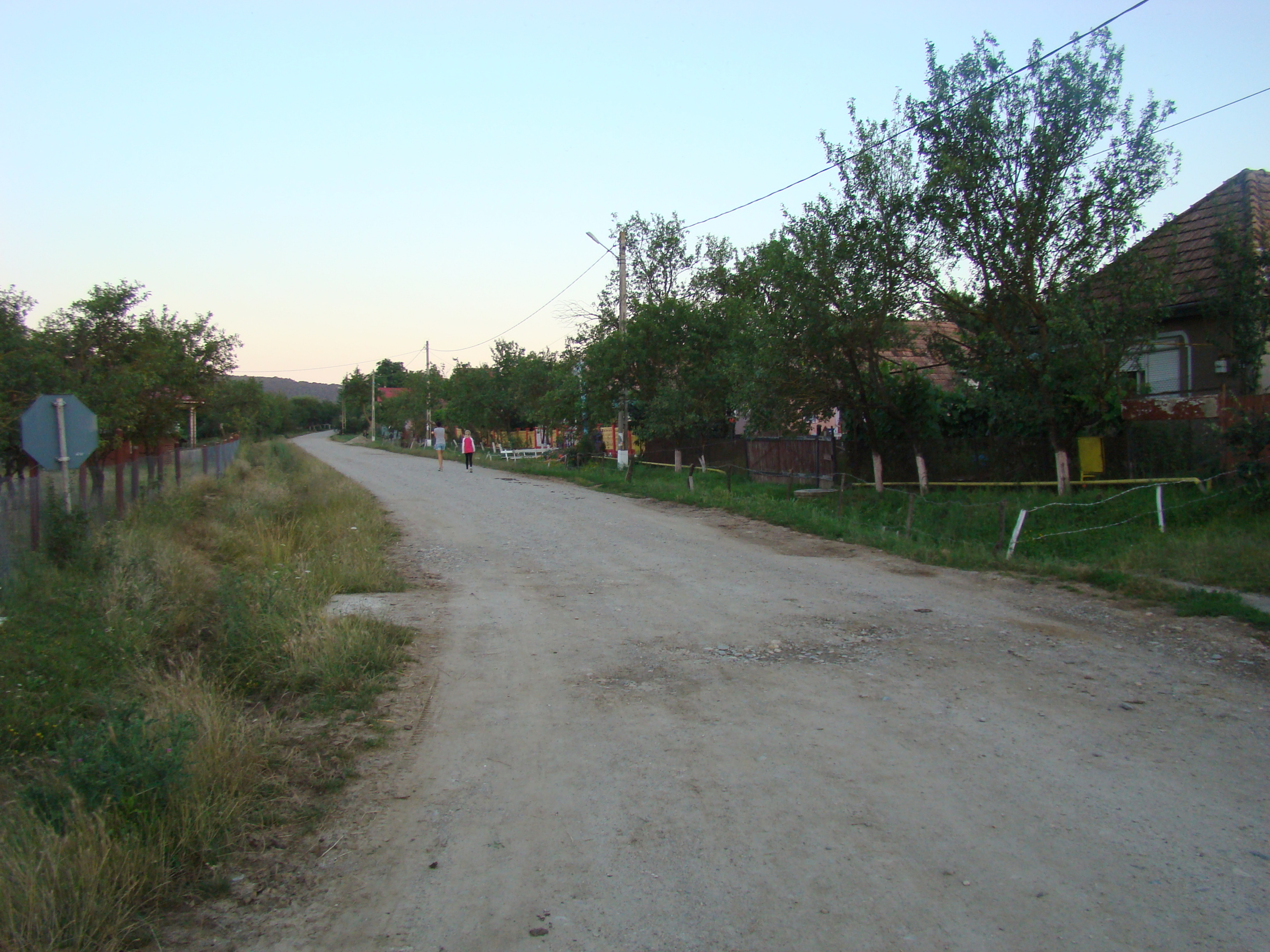
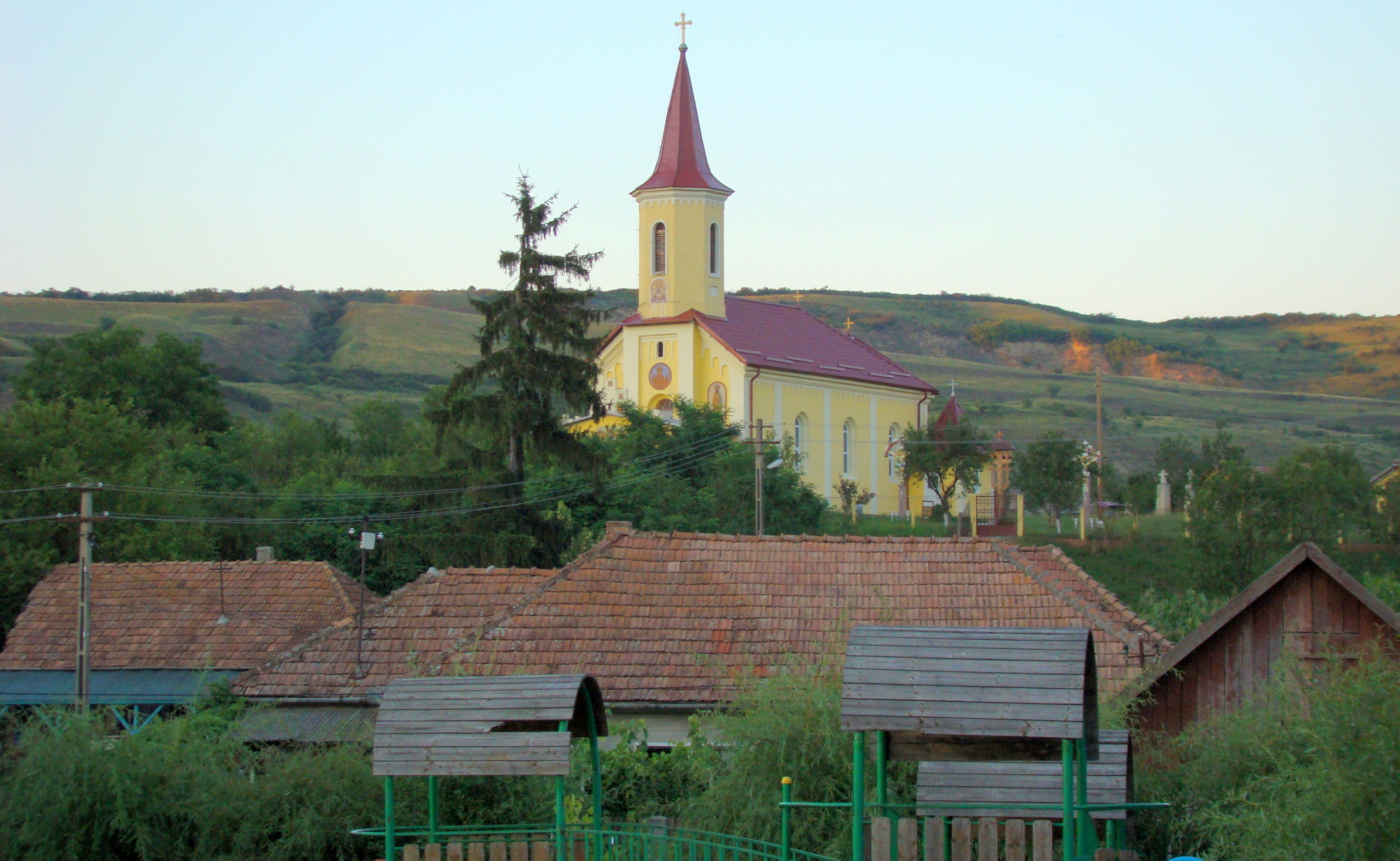
Biserica ortodoxă
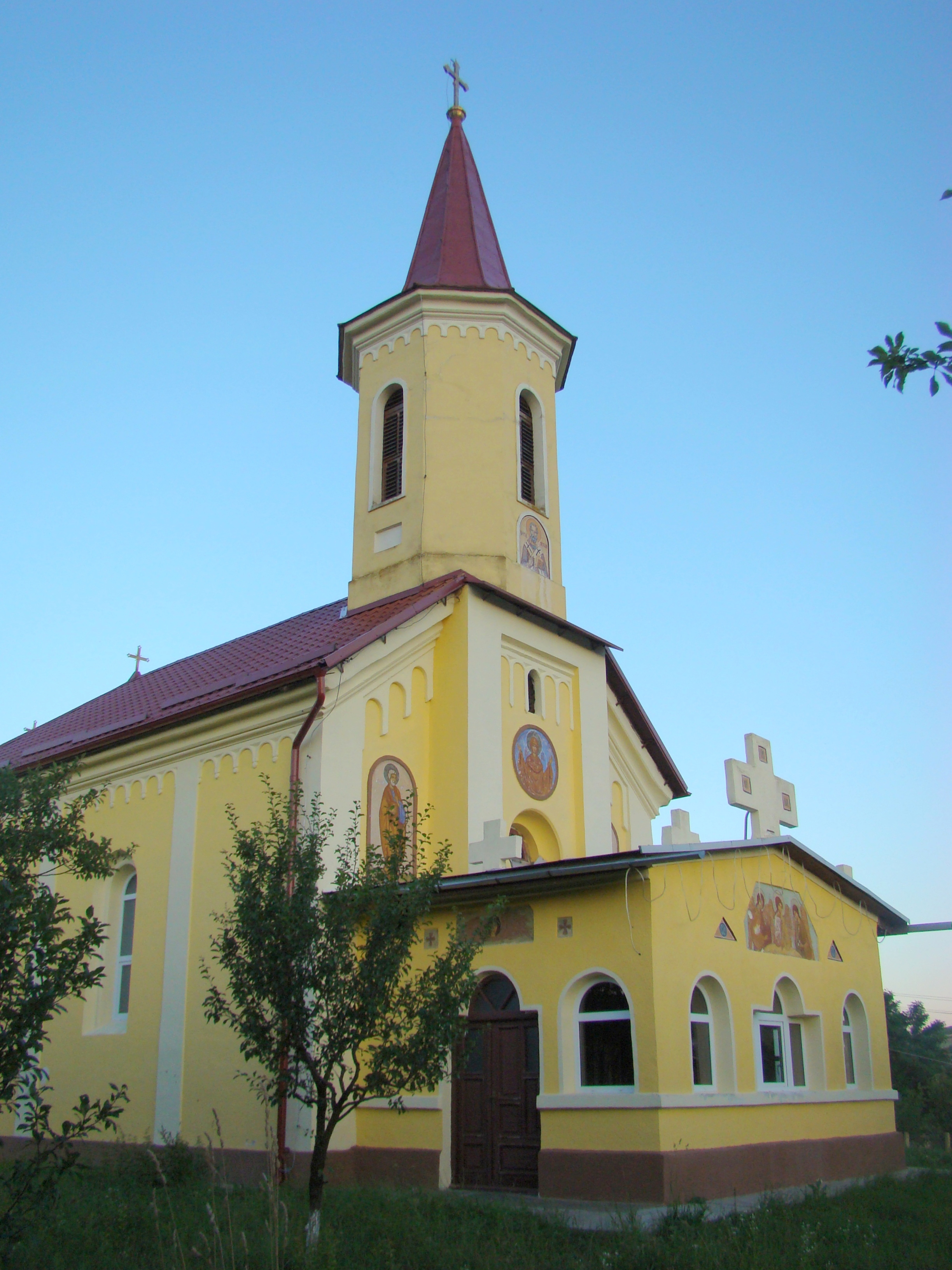
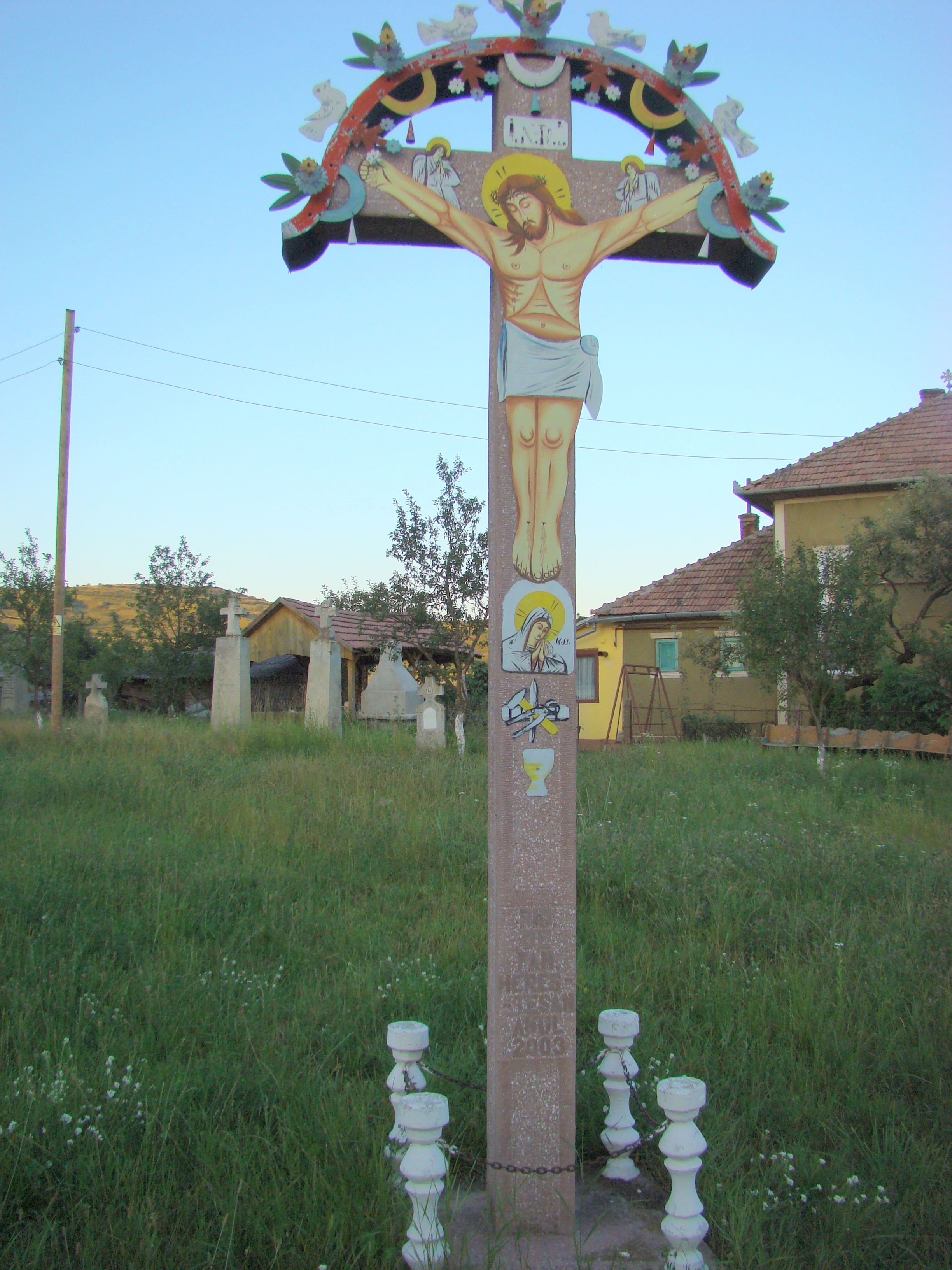
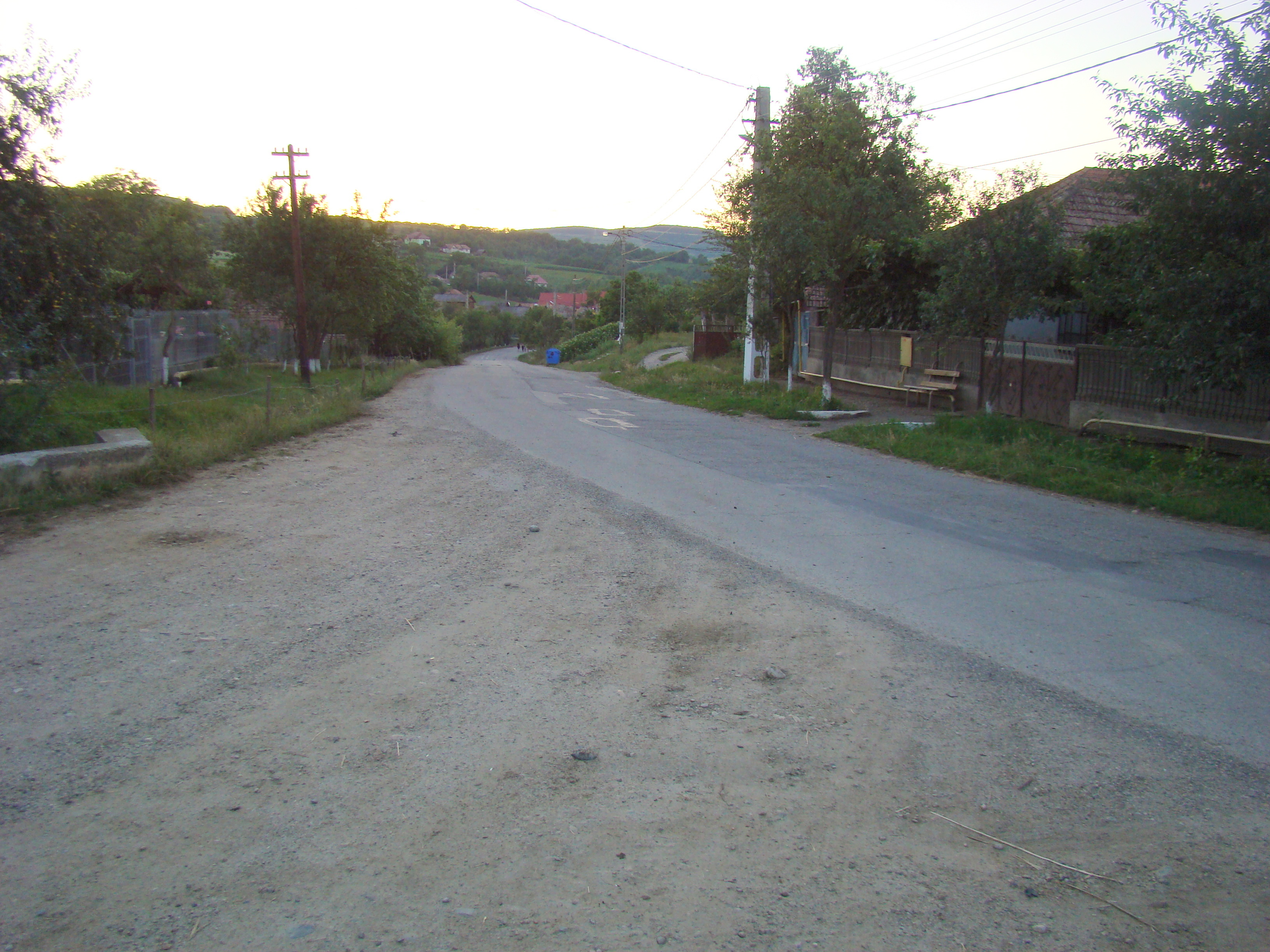